# Trichorhina triocis
Trichorhina triocis är en kräftdjursart som beskrevs av Stanley B. Mulaik 1943. Trichorhina triocis ingår i släktet Trichorhina och familjen myrbogråsuggor. Inga underarter finns listade i Catalogue of Life.